# Anna Klejchová
Anna Klejchová, rozená Kučerová (26. ledna 1905 – 22. dubna 1986) byla česká a československá politička a poúnorová bezpartijní poslankyně Národního shromáždění ČSR.

## Biografie
Ve volbách roku 1954 byla zvolena do Národního shromáždění ve volebním obvodu Pardubice jako bezpartijní kandidátka. V parlamentu setrvala až do konce funkčního období, tedy do voleb roku 1960.
K roku 1954 se profesně uvádí jako členka JZD v obci Dolní Újezd. Coby poslankyně se v polovině 50. let podílela na zakládání různých JZD v Pardubickém kraji. Kolega poslanec Josef Zvára v roce 1955 uváděl, že i díky její pomoci bylo v regionu založeno 14 jednotných zemědělských družstev a 6 přípravných výborů. V roce 1959 byla Klejchová členkou JZD Obránců míru v Dolním Újezdu a působila tu v sedmičlenné četě rostlinné výroby, která chtěla soutěžit o titul Brigáda socialistické práce.